# Aphytis ruskini
Aphytis ruskini är en stekelart som först beskrevs av Girault 1915.  Aphytis ruskini ingår i släktet Aphytis och familjen växtlussteklar. Inga underarter finns listade i Catalogue of Life.